# When China Rules the World
When China Rules the World (em português, Quando a China Mandar no Mundo) é um livro escrito pelo jornalista e acadêmico britânico Martin Jacques.

## Assunto
O livro argumenta que a ordem global está em processo de mudanças rápidas e fundamentais e que a China, como um novo gigante econômico, começará a ser muito mais influente, particularmente no leste e sudeste da Ásia, mas também globalmente. Foi lançado em 2009 e foi atualizado e expandido em uma nova edição.
O livro é conceitual e argumenta que a ocidentalização e a modernização são movimentos distintos que costumavam se sobrepor funcionalmente, mas agora estão começando a divergir. Também argumenta que o surgimento da China como uma superpotência econômica alterará o equilíbrio cultural, político e étnico do poder global no século XXI.